# STS-33
STS-33 (ang. Space Transportation System) – dziewiąta misja wahadłowca kosmicznego Discovery i trzydziesta druga programu lotów wahadłowców.

## Załoga[1]
- Frederick Gregory (2)*, dowódca
- John Blaha (2), pilot
- Franklin „Story” Musgrave (3), specjalista misji
- Manley L Carter, Jr. (1), specjalista misji
- Kathryn Thornton (1), specjalista misji

*(liczba w nawiasie oznacza liczbę lotów odbytych przez każdego z astronautów)
Początkowo pilotem w misji miał zostać David Griggs, ale zginął w wypadku lotniczym 17 czerwca 1989 roku pilotując samolot North American AT-6, zabytek z okresu II wojny światowej, podczas wykonywania akrobacji.

## Parametry misji
- Masa: 
  - startowa orbitera: utajniona
  - lądującego orbitera: 88 125 kg
  - satelita Magnum ELINT: ~3000 kg
- Perygeum: 207 km
- Apogeum: 214 km
- Inklinacja: 28,5°
- Okres orbitalny: 88,7 min

## Cel misji
Wojskowa misja wahadłowca, podczas której umieszczono na orbicie satelitę podsłuchu elektronicznego Magnum.